# Dylan Lambrecth
Dylan Lambrecth (Luik, 13 november 1992) is een Belgische voetballer die medio 2023 actief is voor Royal Union Flémalloise dat uitkomt in 2e provinciale. Hij tekende er een contract in 2022 nadat hij overkwam van Solières Sport. In zijn carrière speelde hij onder meer voor: KRC Genk, Patro Eisden, Como 1907, KSC Grimbergen, RFC Luik, RSC Anderlecht, KSV Roeselare en Union Sint-Gilles. Nadien kwam hij nog uit voor diverse clubs in de lagere nationale divisies. Lambrecth is een centrumspits die gekend staat om zijn neus voor goals.

## Carrière
Dylan Lambrecth begon zijn voetbalcarrière bij het bescheiden SFC Saive in de provincie Luik. Hij werd er weggeplukt door RSC Verviers. Hij verliet Verviers en tekende een contract bij KRC Genk waar hij tot de gouden generatie behoorde met o.a Yannick Ferreira Carrasco, Christian Benteke en Thibault Courtois. Hij speelde er bij het beloften elftal en stond op het punt om een plaats te veroveren in het eerste elftal toen hij ruzie kreeg met zijn trainer. 
Na uitleenbeurten bij Excelsior Virton en UR Namur verliet hij in 2013 definitief KRC Genk. Ondanks zijn talent zou hij het nooit verder schoppen dan de beloften. Na verdere omzwervingen bij het Italiaanse Como 1907 dat uitkwam in de Italiaanse Serie C en KSC Grimbergen belandde hij in 2016 bij RFC Luik. Hij maakte er 14 doelpunten in 16 wedstrijden en kon rekenen op interesse van RSC Anderlecht. In Januari 2017 tekende hij voor RSC Anderlecht dat hem overnam voor circa €200 000 van Luik. Hij werd meteen weer uitgeleend aan tweedeklasser KSV Roeselare. Hij maakte zijn debuut in eerste klasse in april 2017 tijdens de Play-off 2 wedstrijd tussen KAS Eupen en Roeselare. Hij viel in de 72e minuut in voor Savior Godwin. De wedstrijd eindigde op 2-2.
Na een vermeende ruzie met een ploeggenoot werd hij teruggestuurd naar Anderlecht. In de zomer van 2017 werd hij voor één jaar verhuurd aan tweedeklasser Union. Hij kwam er niet verder dan 3 korte invalbeurten. In de beker van België startte hij voor de wedstrijd tegen KV Oostende. Hij werd na 59 minuten vervangen en kon niet verhinderen dat Union de wedstrijd met 3-1 verloor.
In de zomer van 2018 werd zijn contract met RSC Anderlecht in onderling overleg ontbonden. Hij speelde er nooit een officiële wedstrijd en werd één van de vreemdste transfers in jaren. Nadien speelde hij nog voor enkele kleinere teams in de lagere reeksen.